# Giovane Pereira de Melo

Bischofswappen von Giovane Pereira de Melo

Giovane Pereira de Melo (* 16. Januar 1959 in Salinas) ist ein brasilianischer Geistlicher und römisch-katholischer Bischof von Araguaína.

## Leben
Giovane Pereira de Melo empfing am 24. März 1990 die Priesterweihe für das Bistum Rondonópolis.
Papst Benedikt XVI. ernannte ihn am 4. März 2009 zum Bischof von Tocantinópolis. Der Bischof von Rondonópolis, Juventino Kestering, spendete ihm am 8. Mai desselben Jahres die Bischofsweihe; Mitkonsekratoren waren Alberto Taveira Corrêa, Erzbischof von Palmas, und Gentil Delázari, Bischof von Sinop. Die Amtseinführung im Bistum Tocantinópolis fand am 24. Mai 2009 statt.
Papst Franziskus ernannte ihn am 31. Januar 2023 zum ersten Bischof des mit gleichem Datum errichteten Bistums Araguaína. Die Amtseinführung fand am 15. April desselben Jahres statt.